# Upper Deck
Das 1988 gegründete Unternehmen Upper Deck ist ein US-amerikanischer Hersteller von Sammelkarten und der weltgrößte Hersteller von Sportsammelkarten.
Unter dem Namen Upper Deck Entertainment (kurz UDE) werden Sammelkartenspiele (TCG) sowie einige Serien nicht spielbarer Sammelkarten vertrieben. Die bekanntesten Sammelkartenspiele von Upper Deck Entertainment waren Konamis Yu-Gi-Oh! TCG, bis Konami im Dezember 2008 wegen gefälschter Karten durch Upper Deck die Zusammenarbeit beendete, das World of Warcraft TCG, das seit Mitte 2010 von Cryptozoic Entertainment herausgegeben wird, und das VS. System, ein TCG basierend auf den Superheldencomics von Marvel und DC Comics. 
Weitere Sammelkartenspiele sind z. B. "Avatar – Der Herr der Elemente" (zur gleichnamigen Zeichentrickserie), das Shaman King TCG, Pirates of the Caribbean TCG, Gridiron, WinX Club TCG und das Bratz TCG.

## Organized Play
Upper Deck Entertainment veranstaltet viele Turniere zu seinen Sammelkartenspielen in der ganzen Welt. Darüber hinaus gibt es Hobby-Ligen, die in Form von kleinen Turnieren in diversen Spielwarengeschäften oder auf TCGs (Tradingcardgames, Sammelkartenspiele) und Rollenspiele spezialisierten Läden (sogenannte Hobby-Läden) ausgetragen werden.
Für das Yu-Gi-Oh!-Sammelkartenspiel waren das:
- Die Road to Nationals bestehend aus Shop Championships, City Championships, Regional Championships, Open Qualifier, National Championships.
- European Championships.
- World Championships (zusammen mit Konami).
- Summer Cup.
- Winter Cup.
- Pharaoh Tour, bestehend aus Pharaoh Challenges, Pharaoh Cups, Pharaoh Arenas, Pharaoh Tour und einem Länderübergreifenden Pharaoh Tour Finale im Dezember.
- Fortune Tour, die jedoch durch die juristische Auseinandersetzung mit Konami nicht im geplanten Umfang stattfand.

Für das World of Warcraft TCG sind das:
- Der Dunkelmond Jahrmarkt.